# Tom Lipinski
Tom Lipinski (Massachusetts, 25 giugno 1982) è un attore statunitense.

## Filmografia

### Cinema
- Certainty, regia di Peter Askin (2011)
- Un giorno come tanti (Labor Day), regia di Jason Reitman (2013)
- Youth - La giovinezza, regia di Paolo Sorrentino (2015)
- Don't Worry Baby, regia di Julian Branciforte (2015)
- Dial a Prayer, regia di Maggie Kiley (2015)
- Mercy, regia di Chris Sparling (2016)

### Televisione
- Law & Order - I due volti della giustizia (Law & Order) - serie TV, episodio 20x12 (2010)
- Law & Order: Criminal Intent – serie TV, 1 episodio (2010)
- Mildred Pierce  – miniserie TV, 1 episodio (2011)
- Blue Bloods – serie TV, 1 episodio (2011)
- Suits – serie TV, 11 episodi (2011-2016)
- A Gifted Man – serie TV, 1 episodio (2012)
- Unforgettable – serie TV, 1 episodio (2012)
- Pan Am – serie TV, 1 episodio (2012)
- Deception – serie TV, 8 episodi (2013)
- The Following – serie TV, 4 episodi (2013)
- Broad City – serie TV, 1 episodio (2014)
- Believe – serie TV, 1 episodio (2014)
- The Knick – serie TV, 11 episodi (2014-2015)
- Blindspot - serie TV, 1 episodio (2016)
- Bull - serie TV, episodio 1x06 (2016)
- Snowpiercer - (2021)

## Doppiatori italiani
Nelle versioni in italiano delle opere in cui ha recitato, Tom Lipinski è stato doppiato da:
- Stefano Crescentini in The Following, Snowpiercerer
- Davide Garbolino in Law & Order - I due volti della giustizia
- Ruggero Andreozzi in Law & Order: Criminal Intent
- Andrea Lavagnino in Blue Bloods
- Francesco Venditti in Suits
- Paolo De Santis in The Knick
- Gabriele Sabatini in Billions
- Manfredi Aliquò in When They See Us
- Marco Bassetti ne La fantastica signora Maisel
- Riccardo Scarafoni in FBI: Most Wanted